# Chirolaelaps mystacinae
Chirolaelaps mystacinae är en spindeldjursart som beskrevs av Heath, Bishop och Daniel 1987. Chirolaelaps mystacinae ingår i släktet Chirolaelaps och familjen Laelapidae. Inga underarter finns listade i Catalogue of Life.